# Pseudamia amblyuroptera
Pseudamia amblyuroptera är en fiskart som först beskrevs av Bleeker, 1856.  Pseudamia amblyuroptera ingår i släktet Pseudamia och familjen Apogonidae. Inga underarter finns listade i Catalogue of Life.